# Der Freie Linzer Postillon
Der Freie Linzer Postillon war eine österreichische politisch-satirische Zeitung mit liberaler Ausrichtung, die 1848 und 1849 in Linz erschien. Sie kam ein bis sechs Mal pro Woche heraus und führte zuerst den Nebentitel politisch-satyrische Zeitung aus dem Volke und für das Volk mit den neuesten Tagesereignissen, Freiheitsblüten und dem satyrischen Tagebuch eines Resonneurs, ab November 1848 nur noch politische Zeitung für das Volk. Nachfolger der Zeitung war Der Linzer Postillon als Humorist.
Ein Artikel der Ausgabe vom 28. Oktober 1848 war die Ursache für den ersten öffentlichen Presseprozess in Linz.